# Die Reichsgründung
Die Reichsgründung ist ein teils dokumentarischer deutscher Spielfilm von Bernd Fischerauer aus dem Jahr 2012. „Er spielt in Deutschland in der zweiten Hälfte des 19. Jahrhunderts, nachdem die demokratische Revolution von 1848 gescheitert und eine Einigung des Landes nicht absehbar ist. Zwischen den zahlreichen Königreichen und Fürstentümern besteht nur eine lose Verbindung. Preußen und Österreich kämpfen um die Vorherrschaft.“
Die Rolle des Otto von Bismarck, dessen politischen Aufstieg dieses Fernsehspiel im ersten Film zeigt, ist mit Torsten Münchow besetzt. Bibiana Beglau spielt Bismarcks Ehefrau, Michael Mendl Wilhelm I., erster deutscher Kaiser ab 1871.
Der zweite Film Die nervöse Großmacht thematisiert Bismarcks weitere Entwicklung und seine Entlassung, als er sich mit Kaiser Wilhelm II. entzweit. Beide Filme bilden den chronologischen Beginn einer zehnteiligen Dokumentarspiel-Reihe von BR-alpha unter dem Leittitel Vom Reich zur Republik, die sich den Eckdaten der neueren deutschen Geschichte verschrieben hat.

## Inhalt
Junker Otto von Bismarck trifft sich 1862 am Strand von Biarritz mit Gräfin Orlowa, mit der er eine Affäre hat. Kurze Zeit später wird er von König Wilhelm I. nach Berlin beordert. Bevor Bismarck dem Ruf des Königs folgt, macht er noch einen Abstecher zum Gut Schönhausen, wo seine Familie lebt. Der Empfang dort ist kühl, vor allem seitens seiner Frau Johanna.
Da Bismarck Wilhelm I. versichert, dass er sich mit dessen Wünschen, die unter anderem eine Heeresreform umfassen, solidarisieren wird, ernennt der König ihn anderentags zum preußischen Ministerpräsidenten. Im Abgeordnetenhaus hält Bismarck seine Blut-und-Eisen-Rede, die heftigen Widerstand bei einem Großteil der Abgeordneten erzeugt. Prof. Dr. Rudolf Virchow von der Fortschrittspartei tritt ans Rednerpult und empört sich, dass eine solche Rede ohne Beispiel und ein Angriff auf das Hohe Haus sei. Das sei kein Friedensangebot, sondern eine Kampfansage gewesen.
Während der Sozialdemokrat Wilhelm Liebknecht mit seiner Ernestine und den Kindern bei einer mürrischen Wirtin ein bescheidenes Zimmer zu mieten sucht, stellt Lothar Bucher Mitgliedern des Handwerksvereins in Berlin-Oranienburg Ferdinand Lassalle vor, der ihnen sein Arbeiterprogramm nahebringen will. Lasalle verweist auf die Ungerechtigkeiten, die innerhalb der verschiedenen Gesellschaftsschichten herrschen, sei es durch das Dreiklassenwahlrecht, das die oberen Schichten in ungebührlicher Weise bevorzugt oder auch durch das System der indirekten Steuern, was dazu führe, dass das Volk zugunsten des Adels bis aufs Blut ausgepresst werde. In Preußen sei die herrschende Meinung auch immer die Meinung der Herrschenden, daher müssten die Arbeiter sich ihrer Zahl und Kraft endlich bewusst werden und sich vereinigen. Man spendet ihm begeistert Beifall.
Bismarcks Blut-und-Eisen-Rede hat Staub aufgewirbelt und führt zu Unruhen im Land. Im Landtag macht ihm vor allem Dr. Virchow das Leben weiter schwer. Neben der Familie von Wilhelm I. ist der Großteil des Adels dem Ministerpräsidenten feindlich gesinnt, man straft ihn in diesen Kreisen sogar mit Verachtung. Augusta von Preußen ist der Ansicht, Bismarck werde das Haus Hohenzollern in den Abgrund reißen, das sei ihm schon bei der Revolution 1848 beinahe gelungen.
Ferdinand Lassalles Worte: „Wir wollen ganz Deutschland ohne die Herrschaft von oben“ überzeugen, er wird zum Vorsitzenden des ADAV gewählt. Da Bucher sich inzwischen nicht mehr mit Lassalles Vorgehensweise identifizieren kann, dient er sich Bismarck an. Aber auch Lassalle unterhält sich mit dem Ministerpräsidenten. Kurz darauf steht der Frankfurter Fürstentag an, zu dem der österreichische Kaiser Wilhelm I. persönlich eingeladen hat. Bismarck hält nichts von dieser Einladung, mit seinen Reformvorschlägen wolle der Kaiser Preußen schaden und dessen Macht entscheidend schwächen. Er droht sogar mit Rücktritt, sollte der König dem Ruf von Franz Joseph I. folgen.
Wilhelm Liebknecht tritt dem ADAV bei. Lassalle stellt ihm seine rechte Hand Johann Baptist von Schweitzer vor. Zur selben Zeit spricht Bismarck mit dem König, man strebt einen Krieg an, um die Herzogtümer Schleswig und Holstein heim in den deutschen Bund zu holen und aus den Klauen Dänemarks zu befreien. Kaiser Franz Joseph hat seine Unterstützung zugesagt. Generalfeldmarschall von Moltke soll die entsprechende Pläne ausarbeiten. Es kommt zur Schlacht um die Düppeler Schanzen. 1864 erklärt der dänische König im Frieden von Wien seinen Verzicht auf die Herzogtümer Lauenburg, Schleswig und Holstein. Bismarck plant bereits Holstein, das an Österreich gegangen ist, ebenfalls in Besitz zu nehmen.
Als Bucher Bismarck mitteilt, dass Lassalle einem Pistolenduell zum Opfer gefallen ist, lacht dieser nur und meint, dann sei der Weg für ihn ja nun frei. Lassalle hat Bucher zu seinem Testamentsvollstrecker ernannt. Liebknecht ist mit der Vorgehensweise des nun nachgerückten von Schweitzer nicht mehr einverstanden und kündigt seine Mitarbeit auf. Währenddessen rezitiert Theodor Fontane in höchsten Adelskreisen aus seinem Werk, Liebknecht verliert seinen Redaktionsposten, weil er es gewagt hat, anderer Meinung als von Schweitzer zu sein, was seine Familie noch tiefer in die Armut treibt. Aber nicht nur das, er wird auf von Schweitzers Betreiben aus dem ADAV ausgeschlossen, und dann auch noch aus Preußen ausgewiesen.
Während Bismarck 1865 vom König in den Grafenstand erhoben wird, versucht Liebknecht im Königreich Sachsen Fuß zu fassen. Dort trifft er auf den jungen August Bebel. Bismarck verbündet sich derweil mit dem italienischen Königreich, um Österreich in Schach zu halten. Ein Attentat auf ihn selbst übersteht er unverletzt. Nicht alle sind froh darüber. Immer mehr Menschen wenden sich gegen ihn, so auch Johann Jacoby, ein Arzt jüdischer Herkunft aus Königsberg. Im Salon des Ehepaars „Mimi“ und Alexander von Schleinitz geht die Meinung um, dass es Bismarck jetzt endlich an den Kragen gehe, unbeliebter als er, könne niemand sein. Langsam habe er wirklich alle Parteien gegen sich und das nicht nur in Preußen, sondern auch in Frankfurt, Stuttgart, Dresden und Königsberg, von den Bayern gar nicht erst zu reden.
Auch wenn der Deutsche Krieg als Bruderkrieg abgelehnt wird, bestätigt er doch mit der kriegsentscheidenden Schlacht bei Königgrätz Preußens Führungsmacht in Deutschland. Als Folge wird Bismarck bei den preußischen Wahlen bestätigt. Von Schleinitz führt indes auf, was der Krieg Preußen gekostet hat: 2000 Tote, 300 Vermisste, 7000 Verwundete und 970 Pferde. Wie Preußen seine 22.000 österreichischen Gefangenen ernähren wolle, habe Bismarck nicht gesagt. Der König hingegen ist voll des Lobes über „seinen besten Mann“.
Trotz massiver Widerstände aus verschiedenen Richtungen, wird die Verfassung des Norddeutschen Bundes 1867 vom „Bundesparlament“ angenommen. Während Liebknechts Frau der Schwindsucht erliegt, zeigt Bismarck seiner Frau ihr gemeinsames neues Zuhause, ein schlossartiges Anwesen. Nur wenig später wird Bismarck zum Kanzler des Norddeutschen Bundes ernannt. Liebknecht und Bebel führen ihren Kampf gegen ihn unbeirrt weiter. Liebknecht heiratet 1868 ein zweites Mal.
Nach einem Streit zwischen Frankreich und Preußen hinsichtlich der Thronkandidatur eines Hohenzollernprinzen, legt Bismarck es darauf an, dass Frankreich Preußen den Krieg erklärt, indem er die Emser Depesche in provokant verkürzter Form veröffentlichen lässt. Als die Kriegserklärung eingeht, reagiert er darauf geradezu euphorisch. Anfang September 1870 kommt es zur vorentscheidenden Schlacht von Sedan, bei der Napoléon III. gefangen genommen wird. Der Norddeutsche Bund und seine Verbündeten gehen als Sieger aus dem Krieg hervor. Auch Bismarcks Sohn ist unter den verwundeten Soldaten. Als er von seinem Vater wissen will, was mit den anderen sei, erwidert Bismarck, sie seien den Heldentod gestorben. Nacheinander werden Jacoby, Liebknecht und Bebel wegen Hochverrats festgenommen. Im Januar 1871 wird Bismarck zum Fürsten und König Wilhelm I. zum ersten deutschen Kaiser ausgerufen.

## Produktion, Hintergrund, Veröffentlichung

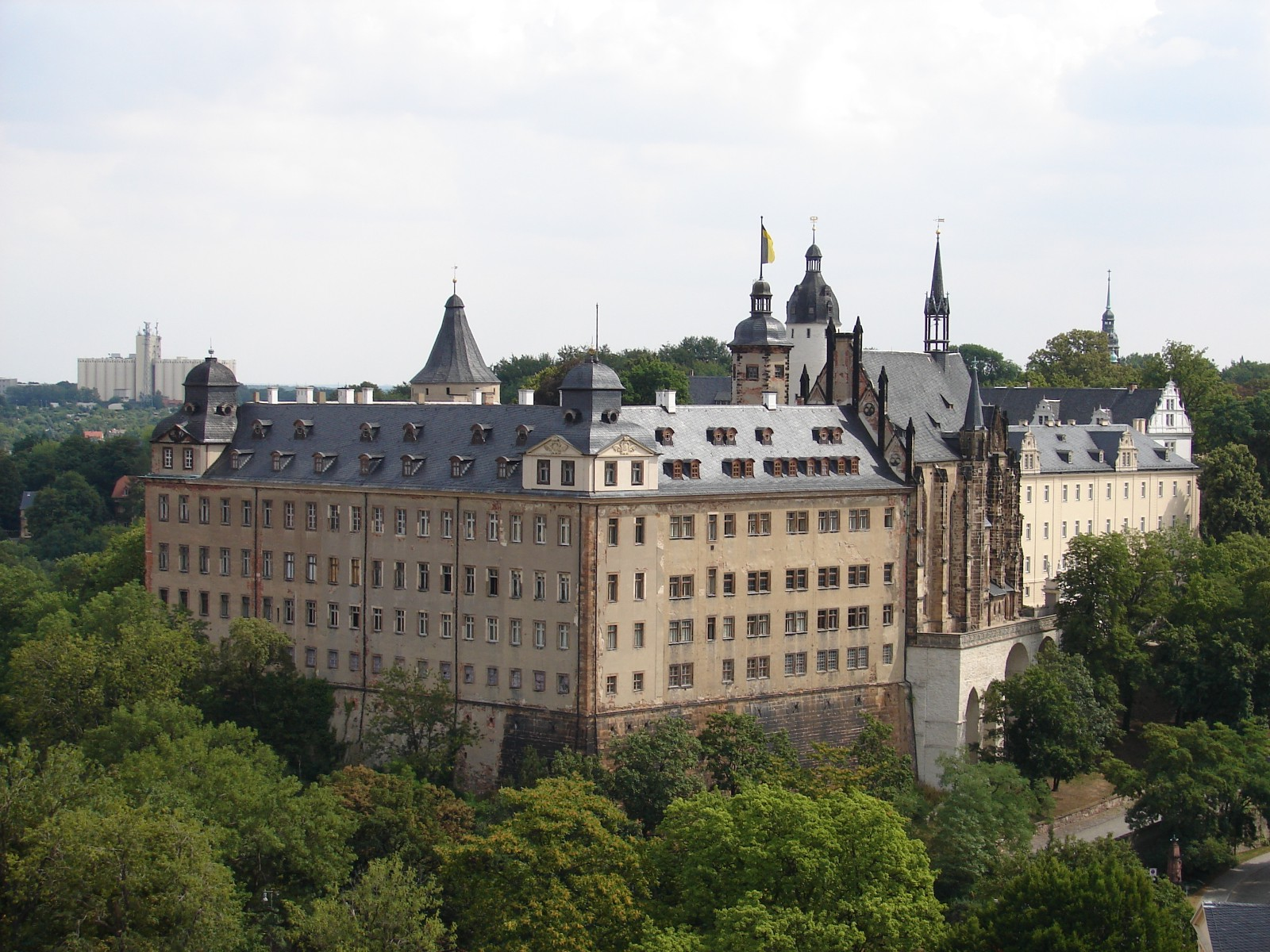
Das Schloss zu Altenburg, einer der Drehorte des Films

Bei dem Film Die Reichsgründung handelt es sich um eine Produktion der Tellux-Film im Auftrag von BR-alpha, 2012. Die Außenaufnahmen entstanden überwiegend in Thüringen, gedreht wurde auch auf Schloss Altenburg. Der Arbeitstitel des Films war Bismarck.
Fischerauer äußerte in einem Interview, dass die wichtigste Bedingung, die beiden Filme über Bismarck zu drehen, gewesen sei, dass der Politiker von Torsten Münchow verkörpert wird.
Im Nachspann des Films ist zu lesen: „Durch die Gründung des Deutschen Reiches ist, wirtschaftlich wie militärisch, eine neue Großmacht entstanden. Ein Reich mit 41 Millionen Einwohnern und mehr als anderthalb mal so groß wie Deutschland heute. Wirtschaft und Wissenschaft entwickeln sich dynamisch und nehmen weltweit Spitzenpositionen ein. Doch Politik und Militär bleiben starr und rückwärtsgewandt. Mit neuem Selbstbewußtsein strebt Deutschland nach mehr Weltgeltung.“
Erstausgestrahlt wurde Die Reichsgründung am 24. November 2012 im Programm von ARD-alpha. Der Film erschien am 14. Februar 2013 auf DVD, herausgegeben von Telepool im Vertrieb der KNM Home Entertainment.

## Kritiken
Moviepilot lobte den Film über die Reichsgründung und fasste das folgendermaßen zusammen: „Unter der Regie von Bernd Fischerauer wird die Zeit vor, während und nach der deutschen Reichsgründung mit viel Liebe zum Detail wieder lebendig. Bis in die kleinsten Nebenrollen hochkarätig besetzt, macht das aufwändige und dramatische Dokumentarspiel es sich zur Aufgabe, dem Zuschauer sowohl die historischen Fakten als auch einen Einblick in die Sorgen und Nöte der damaligen, höchst unterschiedlichen Gesellschaftsschichten zu vermitteln. Packender kann Geschichte im Fernsehen nicht sein.“
Thomas Gehringer fasste seine Kritik für Tittelbach.tv für die Filme Die Reichsgründung und Die nervöse Großmacht folgendermaßen zusammen: „180 Minuten Geschichtsunterricht über die Jahre 1862 bis 1890, über den ‚Eisernen Kanzler‘ Otto von Bismarck und die Entstehung der Arbeiterbewegung in Deutschland. Das zweiteilige Dokumentarspiel nimmt sich nur wenige fiktionale Freiheiten und wirkt in seinem chronologischen Protokoll-Stil wie die Antithese zum historischen Eventfernsehen. Viele Details, Namen, Daten, rauschende Bärte und prächtige Kostüme. Geschichte wird hier weitgehend wie Schultheater inszeniert, steif, überladen und ohne den vertiefenden Blick auf Hintergründe und Zusammenhänge.“
Für TV Spielfilm stellte Die nervöse Großmacht „eher Geschichte von oben als von unten“ dar. „Bebel, Liebknecht, Marx: Der TV-Film reiht in kurzen Szenen einen großen Namen an den anderen. Das freut den Geschichts-, weniger den Filmfan.“

## Abweichungen von der Realität
- Bismarck hält seine Blut-und-Eisen-Rede im Film gegenüber dem Plenum des preußischen Abgeordnetenhauses, tatsächlich fand dies vor der Budgetcommission statt.
- Der Film-Bismarck lästert in Gegenwart König Wilhelms über Juden und Freimaurer, woraufhin er vom König daran erinnert wird, dass der König selbst Freimaurer ist.
- Bismarck und Wilhelm lachen über den Gedanken der Judenemanzipation. In der historischen Realität hat der Norddeutsche Bund die Gleichstellung der Konfessionen endgültig 1869 festgeschrieben.
- Der Film lässt Kronprinz Friedrich Wilhelm (den späteren Kaiser Friedrich III.) den Österreichern schon vor dem Krieg gegen Dänemark vorschlagen, dass Schleswig an Preußen und Holstein an Österreich gegen soll. Sein österreichischer Verhandlungspartner nimmt das Angebot freudig an. Der Film-Kronprinz tut außerdem die Absicht kund, gegenüber den ausländischen Mächten zu behaupten, man wolle nicht mehr, als Österreich und Preußen von Rechts wegen zustehe. Tatsächlich gingen Österreich und Preußen mit der erklärten Absicht in den Krieg, Schleswig als Pfand zu besetzen. Zudem wurden Schleswig und Holstein erst im Gasteiner Vertrag 1865 aufgeteilt, und zwar nur in Bezug auf die Verwaltung, nicht auf die gemeinsame Herrschaft im Kondominium Schleswig-Holstein. Österreich hatte selbst kein Interesse an Holstein und neigte schließlich sogar der „Augustenburger Lösung“ zu.
- Im Mai 1866 wurde ein Attentat auf Bismarck verübt. Damals wehrte Bismarck laut eigener Aussage den Angriff ab und packte den Attentäter am Kragen, woraufhin ein Unbekannter ihm half, diesen festzuhalten, bis weitere Helfer hinzukamen. Im Film hingegen streckt Bismarck den Attentäter mit einem Faustschlag ins Gesicht zu Boden.
- Im Film will Bismarck 1866 unbedingt in Wien einmarschieren und muss vom ablehnenden Moltke davon abgehalten werden, protestierend aus dem Fenster zu springen. Tatsächlich hatte Bismarck den König mit Vehemenz zu einem raschen Kriegsende bewogen, mit Zustimmung der Militärs.
- Bismarck hat im Film schon vor der Präsentation der norddeutschen Bundesverfassung geplant, Bundeskanzler zu werden. Tatsächlich war dieses Amt zunächst als eine rein ausführende Tätigkeit gedacht. Erst nach der „Lex Bennigsen“ entschied Bismarck sich, selbst Bundeskanzler zu werden.
- Im Film wird von einer neuen Nationalversammlung und einem Bundesparlament gesprochen, der korrekte Ausdruck Konstituierender Reichstag kommt nicht vor. Der Film-Bismarck nennt den Norddeutschen Bund zuweilen „Reich“ und das Telegramm aus Bad Ems „kaiserliche Depesche“. Bereits den Deutschen Bundestag hatte der Film-Bismarck fälschlicherweise als „Bundesrat“ bezeichnet.
- Der Film erfindet eine feierliche Zeremonie, in der Bismarck zum Kanzler und Delbrück zum Präsidenten des Kanzleramtes ernannt werden.
- Im Film ist König Wilhelm ein Kriegstreiber, der auch den Krieg gegen Frankreich 1870 zu wünschen scheint.
- König Ludwig II. von Bayern lässt im Film zwar seine Truppen gegen Frankreich mobilisieren, verlangt dafür aber im Gegenzug Geld, was einer Bestechung gleichkommt. Dies bestätigt Prinz Otto, der im Hauptquartier von Versailles über die bayerischen Kriegstoten klagt. Tatsächlich aber hatte Ludwig zwar heimlich Geld von Bismarck erhalten, allerdings dafür, dass dieser den Kaisertitel für Wilhelm akzeptierte.
- Wilhelm wollte den Titel „Kaiser von Deutschland“. Bismarck erklärt ihm im Film, dass dieser Ausdruck im Ausland missverstanden werden könne, da der Titel die Annexionspolitik Preußens offenbaren würde. In der Realität war Bismarck gegen diesen Ausdruck, weil er die übrigen Fürsten als Untertanen des Preußenkönigs hätte erscheinen lassen, und weil der verfassungsmäßige Titel bereits „Deutscher Kaiser“ lautete. Tags darauf ruft der Film-Bismarck im Spiegelsaal von Versailles aus: „Der Deutsche Kaiser lebe hoch!“ Der Kronprinz ruft hinterher: „Hoch Kaiser Wilhelm!“ Wilhelm verlässt daraufhin konsterniert und schweigend die Bühne, und Bismarck grinst. Tatsächlich aber hatte Bismarck in seiner Ansprache in Versailles bewusst den Ausdruck „Deutscher Kaiser“ vermieden. Daraufhin rief Großherzog Friedrich von Baden ein Hoch auf „Kaiser Wilhelm“ aus, wie es bereits am Morgen desselben Tages vereinbart worden war.[6]